# Gegeneophis
Gegeneophis és un gènere d'amfibis gimnofions de la família Caeciliidae que conté les següents espècies, totes endèmiques de l'Índia.

## Taxonomia
- Gegeneophis carnosus (Beddome, 1870)
- Gegeneophis danieli Giri, Wilkinson et Gower, 2003
- Gegeneophis fulleri (Alcock, 1904)
- Gegeneophis krishni Pillai et Ravichandran, 1999
- Gegeneophis mhadeiensis Bhatta, Dinesh, Prashanth et Kulkarni, 2007
- Gegeneophis ramaswamii Taylor, 1964
- Gegeneophis seshachari Ravichandran, Gower et Wilkinson, 2003